# Joan Carreras i Farré
Joan Carreras i Farré (1860-?), fue un escultor y tallador catalán. Fue uno de los colaboradores más destacados de Gaspar Homar, junto con Sebastià Junyent y Sanos y Josep Pey y Farriol. El Museo Nacional de Arte de Cataluña (MNAC) conserva varios trabajos suyos. Participó en varias exposiciones barcelonesas de bellas artes en 1908, 1910 y 1911. Firmaba sus obras como "J.CARRERAS".
Carreras se dedicó a tallar muchas figuras que aparecen en varios muebles destacados del modernismo catalán. Entre sus obras más destacadas se contemplan diferentes muebles de la Casa León Morera y parte del monumento al Padre Jacinto Verdaguer que se sitúa en Barcelona. También son relevantes los paneles de la Casa Burés.